# Türkentaube
Die Türkentaube (Streptopelia decaocto) ist eine Vogelart aus der Familie der Tauben (Columbidae). Sie hat ihren Namen deshalb, weil die Art erst seit den 1930er Jahren aus dem Südosten nach Mittel- und inzwischen auch nach Nord- und Westeuropa eingewandert ist.

## Merkmale

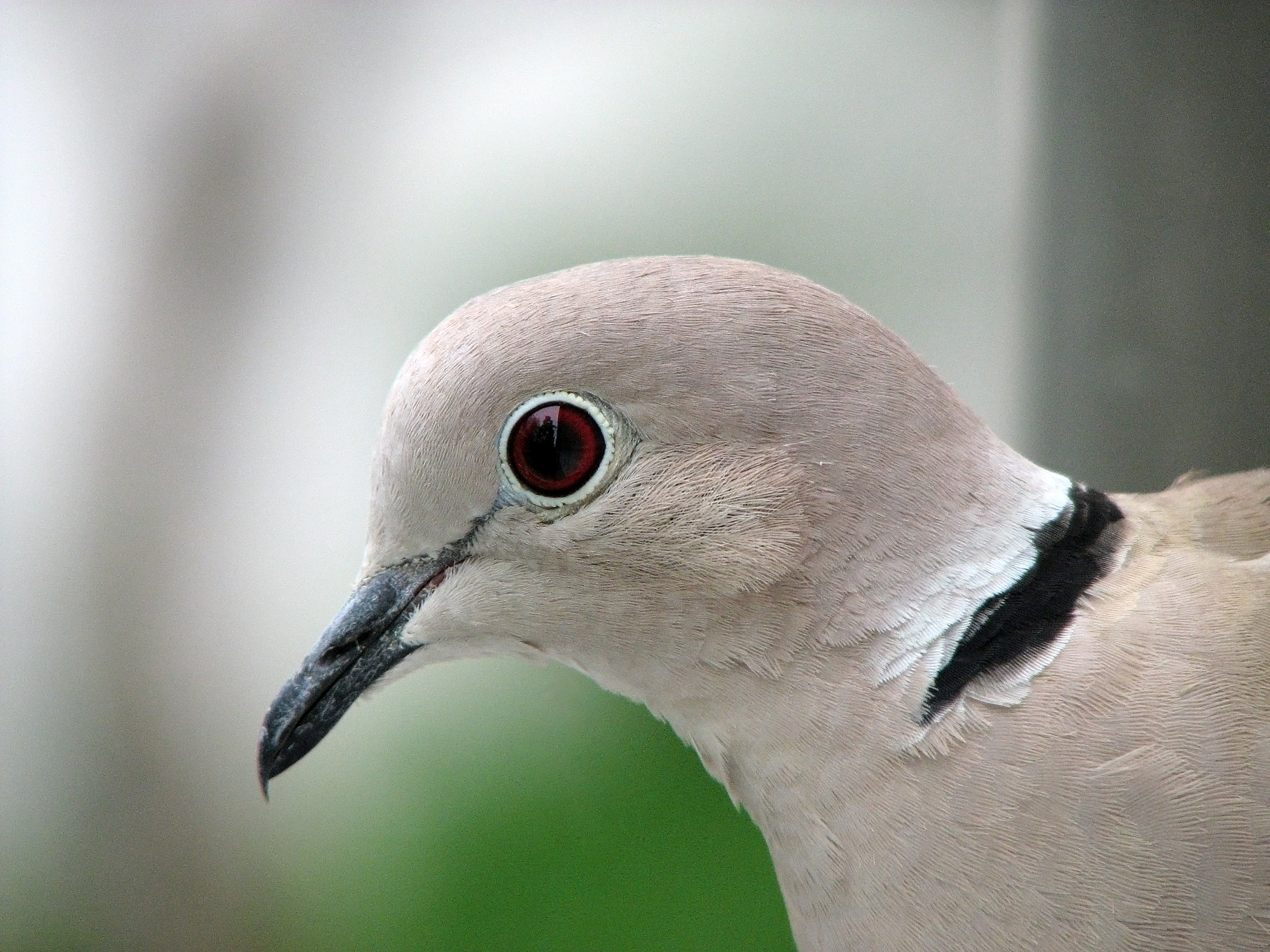
Der schwarze Nackenstreifen ist ein deutliches Erkennungsmerkmal der Türkentaube

Die Türkentaube ist 31 bis 33 cm lang und damit etwa so groß wie die Stadttaube. Sie ist jedoch leichter und längerschwänzig und wirkt dadurch schlanker und zierlicher. Ihre Flügelspannweite beträgt 47 bis 55 cm; sie wird 150 bis 200 Gramm schwer. Das Gefieder ist einheitlich hell-beigebraun, die Flügelspitzen sind etwas dunkler, Kopf und Unterseite etwas heller. Das rötliche Auge hat einen schmalen weißen Augenring. Auffälligstes Merkmal ist ein tiefschwarzer Nackenstreifen im Adultgefieder, der zusätzlich durch einen schmalen weißen Streifen umrahmt ist. Die Geschlechter gleichen sich.
Im Flug ist sie leicht zu erkennen durch ihre Art, zunächst steil nach oben zu fliegen und – ähnlich einem Falken – eine kurze Weile „rüttelnd“ in der Luft zu stehen, um anschließend fast ohne Flügelbewegungen nach unten zu gleiten.

## Lebensraum

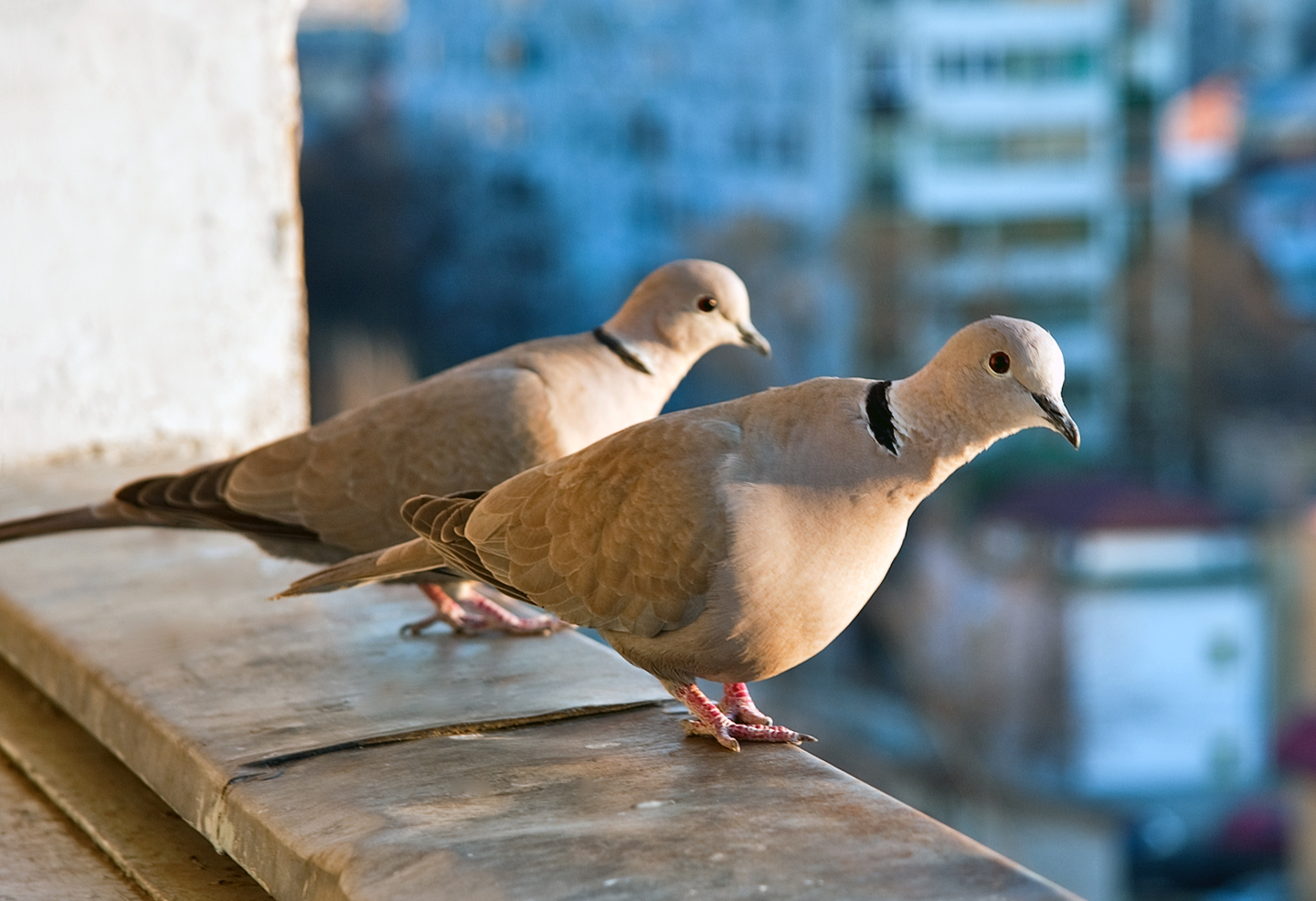
Türkentauben nutzen Städte als Lebensraum

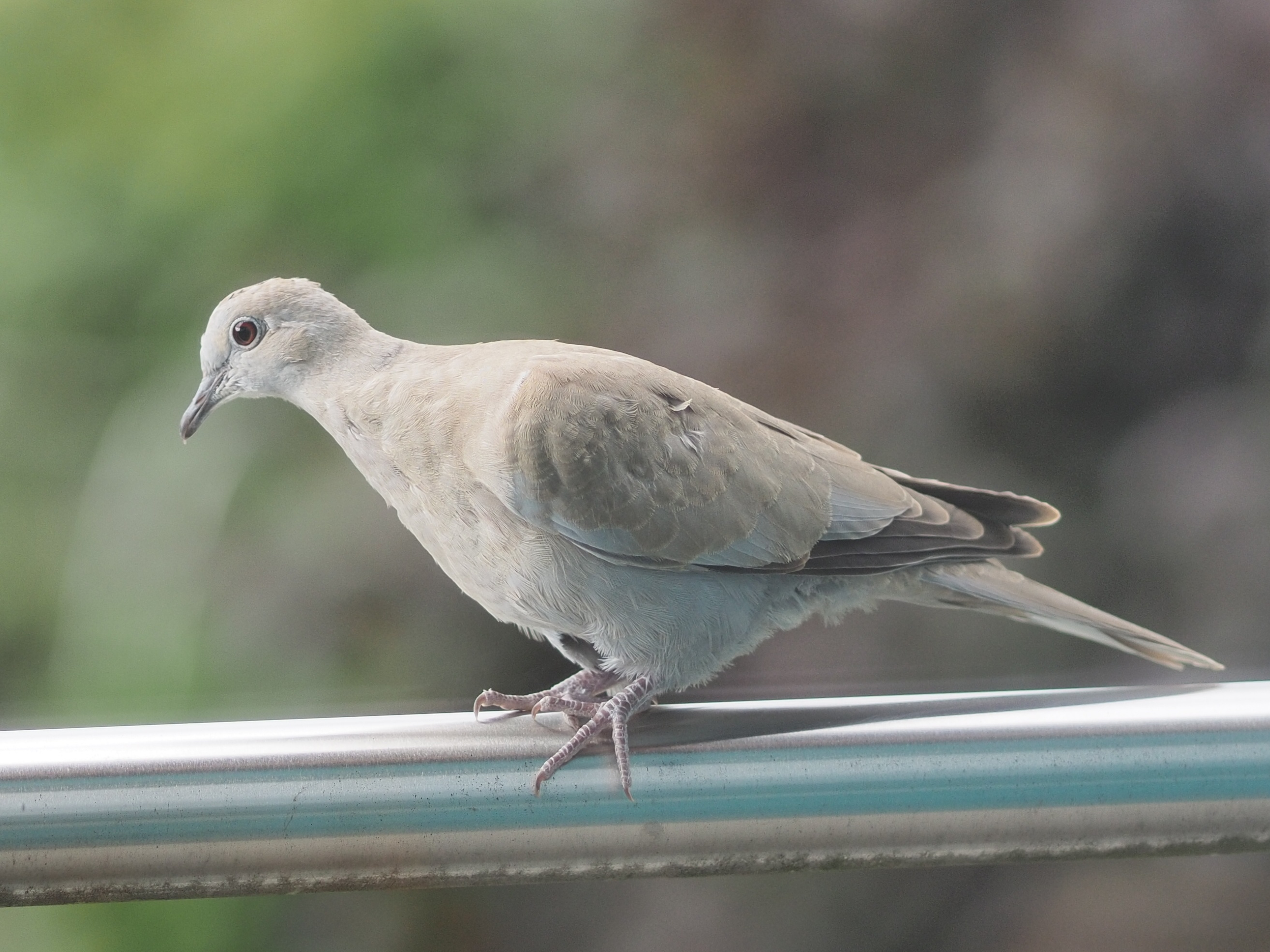
Junge Türkentaube, noch ohne Nackenstreifen

Türkentauben sind Kulturfolger. Sie stammen ursprünglich aus Asien, aber da sie auch in nördlicheren Bereichen Europas durch Landwirtschafts- und Hausabfälle ein immer besseres Nahrungsangebot vorfanden, dehnten sie ihren Lebensraum im Laufe des 20. Jahrhunderts über ganz Europa aus. Inzwischen dringen sie weiter nach Nordosten vor. Ihr Vordringen in der Mitte des 20. Jahrhunderts konnte detailliert beobachtet und aufgezeichnet werden.
Sie haben sich nun als Standvögel etabliert und leben in Parks und Gärten, immer in der Nähe von Siedlungen, gerne in ruhigen Wohngebieten, in denen es ein paar Nadelbäume gibt. Letztere brauchen sie, da sie bevorzugt in Nadelbäumen brüten. Sie sind nicht sehr scheu.

## Ausbreitung im 20. Jahrhundert
Das ursprüngliche Verbreitungsgebiet der Türkentaube reichte von der europäischen Türkei bis nach Japan (sie ist seit 2005 das Wappentier der japanischen Präfektur Saitama).
In den 1930er Jahren begann die spektakuläre Ausbreitung der Türkentauben nach Europa. Sie erreichten im Jahr 1943 Wien, 1946 Augsburg, 1949 die Niederlande, 1950 Belgien, Schweden und das Elsass. 1956 wurde das erste Paar Türkentauben in der britischen Grafschaft Norfolk beobachtet. Bereits 1960 gab es Bruten in Schottland, Wales und Irland und 1966 Bruten in jedem britischen Landkreis. Sie breiten sich weiter nach Westen und Osten aus, in einigen Bereichen auch noch nach Norden; so wurden 2018 erstmals Türkentauben auf Island beobachtet, die Vorstoßgeschwindigkeit hat sich aber deutlich verlangsamt, viele der suboptimalen Bruthabitate wurden wieder geräumt. Da die Taube in einigen Staaten jagdbares Wild ist, spielt auch der Abschuss als bestandslimitierender Faktor eine Rolle.
Im Jahr 1970 wurden sie auf den Bahamas zufällig eingeführt und besiedelten von dort aus 1982 Florida.
Bis zum Jahr 1999 sind sie in 22 Staaten der USA nachgewiesen worden und erreichten inzwischen Kanada.

### Die Nordwestausbreitung

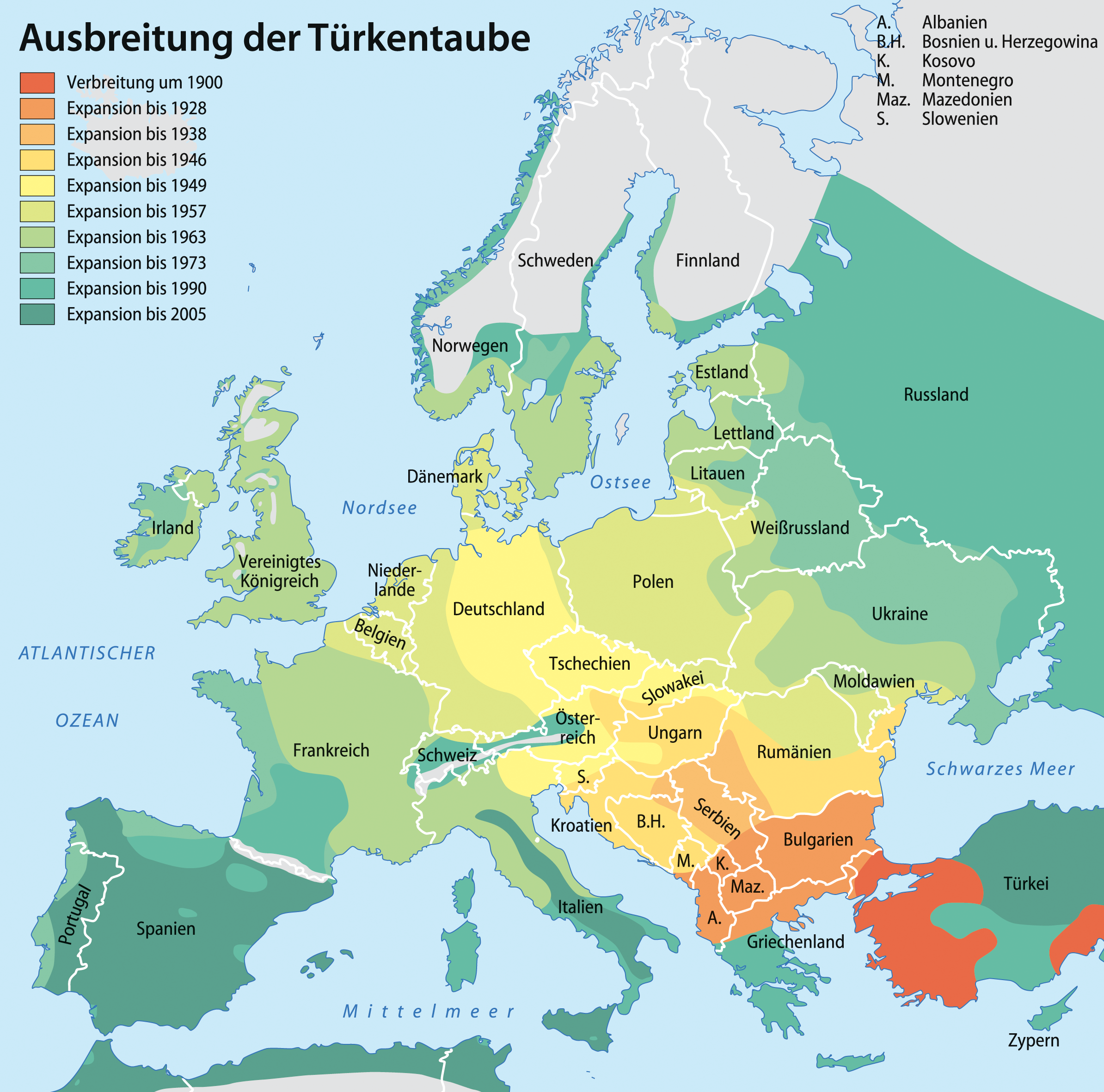
Die Ausbreitung der Art seit 1900

Der Erklärungsansatz einer populationsabhängigen Dismigration der Taube wird heute durch eine genetische Erklärung ersetzt beziehungsweise ergänzt.

#### Genetische Disposition als Erklärung für die Ausbreitung
Historische Quellen ergeben für den Beginn der Expansion von Kleinasien ausgehend eine geringe Population, zum Teil wird sogar von einem vorausgehenden Populationszusammenbruch gesprochen. Innerhalb dieser Population scheint die Veranlagung zu weiter Dismigration vor allem in Nordwestrichtung hoch gewesen zu sein. Die zugehörigen Eigenschaften etablierten sich zunehmend, da sich immer häufiger Tiere mit entsprechender genetischer Disposition paarten. Diese Gendrift-Hypothese wird vor allem durch folgende Fakten unterstützt:
- Die Expansion verlief kontinuierlich und nicht in Wellen. Das heißt, die Expansionsfront schritt voran, bevor alle geeigneten Habitate besiedelt waren und die neuen Populationen eine gewisse Dichte erreicht hatten.
- Die Richtung war durchgehend Nordwest und wurde auch nach Erreichen der Nordsee und Überspringen des Ärmelkanals auf den Britischen Inseln beibehalten.
- Das Erreichen der Nordsee (und später der Ostsee) bedeutet für die genetisch determinierten Nordwestmigranten einen Nachteil. Offenbar führt es zur relativ raschen Eliminierung der Träger dieser Disposition, zu ungerichteter Dispersion sowie zu einer Verlangsamung der Ausbreitung.

#### Ernährungsabhängige Ausbreitungsdynamik
Gegen eine ausschließliche Gendrift-Erklärung für die Ausbreitung der Türkentaube sprechen Erhebungen zu den Folgen der politischen und wirtschaftlichen Entwicklungen auf dem postosmanischen Balkan. Bulgarien spielt dabei eine zentrale Rolle. Der auch zeitlich gut einzuordnende Ausbreitungsprozess dieser Taubenart macht sie zu einer Leitart der „anthropogenen Ökologie“.
In Südosteuropa verschwand die Türkentaube Ende des 19. Jahrhunderts weitgehend aus Staaten und Regionen, in denen sich mit dem Zerfall des osmanischen Reiches Nationalstaaten gebildet hatten. Als religiös und kulturell umhegtes Tier der osmanischen Oberschicht verlor sie mit deren Abwanderung ihre Ernährungsgrundlage. In Mazedonien, das erst 1912 unabhängig wurde, blieb dagegen alles wie bisher. – Die für die Gendrift-Theorie erforderliche Populationsminimierung hielt sich folglich in Grenzen.
In den neuen Nationalstaaten setzte nach einer bedrohlichen Rezession eine stürmische frühkapitalistische Entwicklung ein. Boden- und Steuerreformen bewirkten etwa in Bulgarien eine erhebliche Steigerung der Getreideproduktion. Die restlichen und zurückkehrenden Türkentauben fanden nun durch Transport, Lagerung und Verarbeitung von Getreide ihr Auskommen. Das wird von einigen Autoren als Nischenwechsel bezeichnet.
Erst der Ausbau des Eisenbahn-Netzes ermöglichte es, Zerealien zu exportieren, so dass nach dem Wegfall der militärischen Abschottung des osmanischen Imperiums gegenüber Österreich-Ungarn nordwestlich orientierte Transport- und Handelswege in Richtung Mitteleuropa entstanden. Denen folgte die Türkentaube. Günstige Verhältnisse längs der Bahnstrecken und in den Städten dürften eine Sogwirkung verursacht haben. Die Ausbreitung der Türkentaube stellt sich so als Folge des Anschlusses der Balkanstaaten an den zentraleuropäischen Kultur- und Wirtschaftsraum dar.
Der in Westeuropa Ende der 1960er einsetzende Rückgang der Türkentaube steht offenbar mit Prozessoptimierungen in der Land- und Nahrungsgüterwirtschaft und dem Container-Transport von Getreide in Verbindung. Mit Mähdreschern geerntetes Getreide verschwand in geschlossenen Transport- und Lieferketten und tauchte erst in entfernten Supermärkten als Backware oder als Mischfuttermittel in seuchenhygienisch perfekt abgesicherten Tierproduktionsanlagen wieder auf. Weil die private Haltung von Geflügel und anderen Nutztieren stark rückläufig war, zeigten sich Türkentauben zunehmend nur dort, wo sie gezielt oder ungezielt gefüttert wurden.
In Nordamerika besiedelt die Türkentaube inzwischen weite Teile der USA bis Kanada. Sie fehlt weitgehend im waldreichen Osten. Im Verlauf ihrer Ausbreitung folgte die Türkentaube den von Menschen geschaffenen Umweltstrukturen wie Straßen und landwirtschaftlich genutzten Flächen, aber auch allgemeinen geografischen Trajektoren wie Küstenlinien oder thermischen Klippen.

## Ernährung
Türkentauben ernähren sich von Samen, Getreide und Früchten, seltener von Blättern und jungen Trieben, und damit hauptsächlich pflanzlich. Gelegentlich fressen die Vögel auch Insekten oder Nüsse.

## Brutpflege

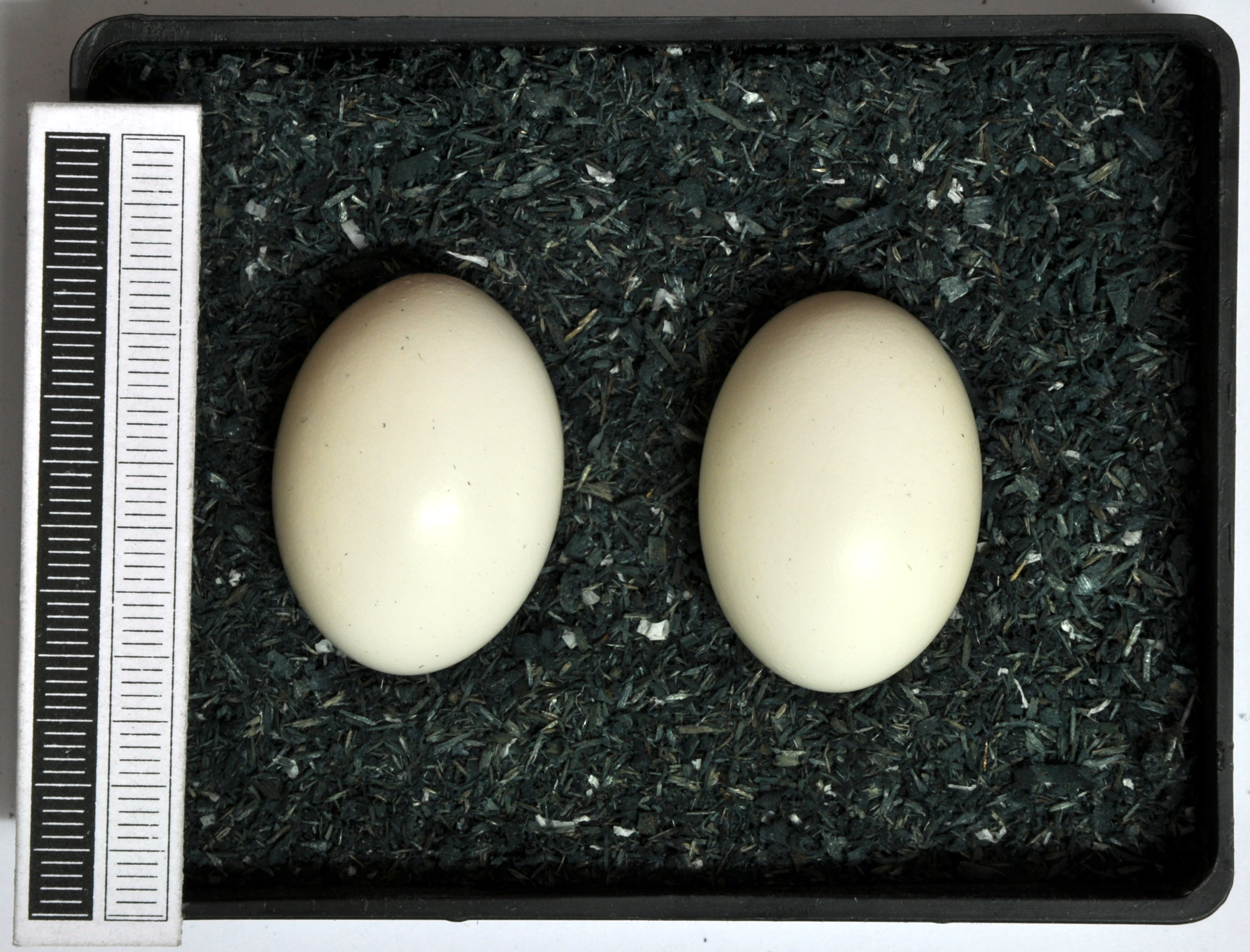
Gelege, Sammlung Museum Wiesbaden

Ihr Nest ist wie das der meisten Tauben nur dürftig, besteht nur aus wenigen Halmen und Zweigen und wird meist hoch oben in Bäumen gebaut. Es werden 1–2 Eier ausgebrütet. Nach 13 oder 14 Tagen schlüpfen die Jungen. Türkentauben brüten oft mehrmals hintereinander, da sie oft hohe Verlustraten durch Prädatoren (Beutegreifer) (Katzen, Elstern, Eichelhäher oder Eichhörnchen) haben. Jungvögeln fehlt der schwarze Nackenring.

## Bejagung und Bestand
Die Art wird in vielen Ländern bejagt. In Deutschland zählt die Türkentaube in elf Bundesländern (Stand: 2022) neben der Ringeltaube zu den beiden jagdbaren Taubenarten und darf in der Regel vom 1. November bis zum 20. Februar geschossen werden (Baden-Württemberg, Bayern, Brandenburg, Bremen, Mecklenburg-Vorpommern, Nordrhein-Westfalen, Sachsen, Sachsen-Anhalt und Thüringen), in Niedersachsen nur bis zum 31. Dezember und in Hessen bis 15. Januar bei ausreichendem Bestand. In allen anderen Bundesländern unterliegt sie einer ganzjährigen Schonzeit (Berlin, Hamburg, Rheinland-Pfalz, Saarland und Schleswig-Holstein). In Nordrhein-Westfalen beläuft sich der Bestand mit circa 18.500 bis 36.000 Brutrevieren auf etwa 17 Prozent des deutschen Gesamtbestands und ist nach Bayern das zweitgrößte Vorkommen der Art. Zwischen 2013 und 2015 wurden in Nordrhein-Westfalen jährlich um die 3.500 Türkentauben erlegt. Die Jagdstrecke in Bayern lag von 2013 bis 2016 jährlich bei etwa 2.000 Vögeln.
Der Bestand für die Schweiz wird auf 15.000 bis 20.000 Brutpaare geschätzt. Die Schweizer Jagdstrecke für diese Art war in den letzten 15 Jahren extrem unregelmäßig und schwankte zwischen 80 und 760 Tieren. 2014 und 2015 lag sie bei 280 Türkentauben. Der Kanton Zürich hatte daran einen Anteil von 65 Prozent. Der Bestand wird hier auf 1.500 Brutpaare geschätzt.
Die österreichische Jagdstrecke lag im Jagdjahr 2015/16 bei 15.350 Wildtauben. In einigen Bundesländern werden außer Türkentauben und Ringeltauben auch Turteltauben bejagt. Eine Differenzierung der Arten in der Jagdstatistik wird nicht vorgenommen, somit ist sie für eine Bestandsermittlung wertlos. Das einzige Bundesland, in dem die Türkentaube nicht bejagt wird, ist Tirol.

## Sonstiges
Der Asteroid des inneren Hauptgürtels (12031) Kobaton wurde 2009 nach der Türkentaube benannt (japanische Sprache), die seit 2005 das Wappentier der Präfektur Saitama ist.